# Holascus pseudostellatus
Holascus pseudostellatus är en svampdjursart som beskrevs av Janussen, Tabachnick och Tendal 2004. Holascus pseudostellatus ingår i släktet Holascus och familjen Euplectellidae. Inga underarter finns listade i Catalogue of Life.